# 별의 커비 거울의 대미궁
《별의 커비 거울의 대미궁》별의 커비 시리즈 중, 닌텐도와 캡콤의 자회사인 플래그십(Flagship)이 함께하여 GBA로 나온 작품이다. 2004년 4월 15일 발매.기본적으론 GBA용 전작 별의 커비 꿈의 샘 디럭스와 비슷한 느낌이다.'거울의 대미궁'이란 제목 답게, 스테이지는 '단 하나의 거대한 미궁'같은 느낌으로 구성되어 있다. 한창 헤멜때는 보스를 찾기가 힘들고, 스테이지가 구분되지 않는 만큼 달성감도 희미해지는 등의 단점이 있다.참고로 게임 전반의 난이도가 엄청나다.4인 멀티플레이에 특화되어 있어, 혼자서 플레이할때에도 휴대폰(배터리 아이템 소모)을 통해 동료를 불러낼 수 있다.특정 트랩은 동료의 힘이 필요하며,혼자서 할때는 다른 동료는 곧 다른 루트로 이동하게 된다.커비 시리즈 중에 디디디 대왕이 등장하지 않는 유일한 작품이다.

## 맵
- 무지개 길(Rainbow Route) : 무지개 길이라는 이름답게 여기서 다른 여러 스테이지로 이어지는 루트가 많으며 배경 또한 다양하다. 보스는 없음.

- 달빛 맨션(Moonlight Mansion) : 달밤을 배경으로 맨션 내에서 여기저기 이동하는 스테이지. 보스는 위스피 우드의 바위 버전인 킹 골렘.

- 양배추 동굴(Cabbage Cavern) : 동굴 스테이지. 은근히 물에 잠겨있는 곳이 많아서 카피 능력을 활용하기 어려운 스테이지이다. 보스는 대형 두더지인 몰리.

- 머스타드 산(Mustard Mountain) : 화산 스테이지. 용암이 흐르는 곳이 많다. 일부 용암을 뚫고 가야 하는 퍼즐은 버닝이 필수. 보스는 크랙코.

- 당근 성(Carrot Castle) : 달빛 맨션과 비슷한 건물형 스테이지. 보스는 메가 타이탄→타이탄 헤드. 메가 타이탄은 보통으로는 데미지를 입힐 수 없고 공격을 해서 양 옆의 전기막으로 밀어내서 감전시키거나 전격 계열의 능력을 써야 한다.
- 올리브 바다(Olive Ocean) : 바다 스테이지. 해변이나 바다속이 주 무대를 이룬다. 보스는 튜브 낀 상어인 가브리엘. 수중전이기 때문에 상당수의 능력이 무력화되는 어려운 보스이다. 대신 수영 상태에서 내뿜는 물줄기로 공격이 가능. 화면 위쪽은 물 밖이기 때문에 가브리엘이 물 밖으로 점프할 때를 노려 공격해도 되고, 아니면 물 밖에서 스톤 능력을 발동하여 눌러버려도 된다.(이건 스마브라로도 OK)

- 박하 궁전(Peppermint Palace) : 얼음 스테이지. 보스는 마법사 위즈. 모자에서 다양한 물체를 내보낸다.

- 무 유적(Radish Ruin) : 황야에 세워져 있는 유적. 보스는 다크 메타나이트.

- 사탕 별자리(Candy Constellation) : 별들이 빛나는 배경의 스테이지. 보스는 마스터 핸드&크레이지 핸드.

## 평가
| 평가 |         |
| --- | ------- |
| 통합 점수 통합사 점수 메타크리틱 80/100 [ 1 ] 평론 점수 평론사 점수 1UP.com B+ [ 2 ] 패미츠 36/40 [ 3 ] 게임 인포머 7.75/10 [ 4 ] 게임스팟 8.2/10 [ 5 ] 게임스파이 [ 6 ] IGN 8/10 [ 7 ] 닌텐도 라이프 [ 8 ] 닌텐도 파워 4/5 [ 9 ] VideoGamer.com 7/10 [ 10 ] 엑스플레이 [ 11 ] The Times [ 12 ] |         |
| 통합 점수 |         |
| 통합사 | 점수    |
| 메타크리틱 | 80/100  |
| 평론 점수 |         |
| 평론사 | 점수    |
| 1UP.com | B+      |
| 패미츠 | 36/40   |
| 게임 인포머 | 7.75/10 |
| 게임스팟 | 8.2/10  |
| 게임스파이 | [ 6 ]   |
| IGN | 8/10    |
| 닌텐도 라이프 | [ 8 ]   |
| 닌텐도 파워 | 4/5     |
| VideoGamer.com | 7/10    |
| 엑스플레이 | [ 11 ]  |
| The Times | [ 12 ]  |